# بلوتون (مجمع)

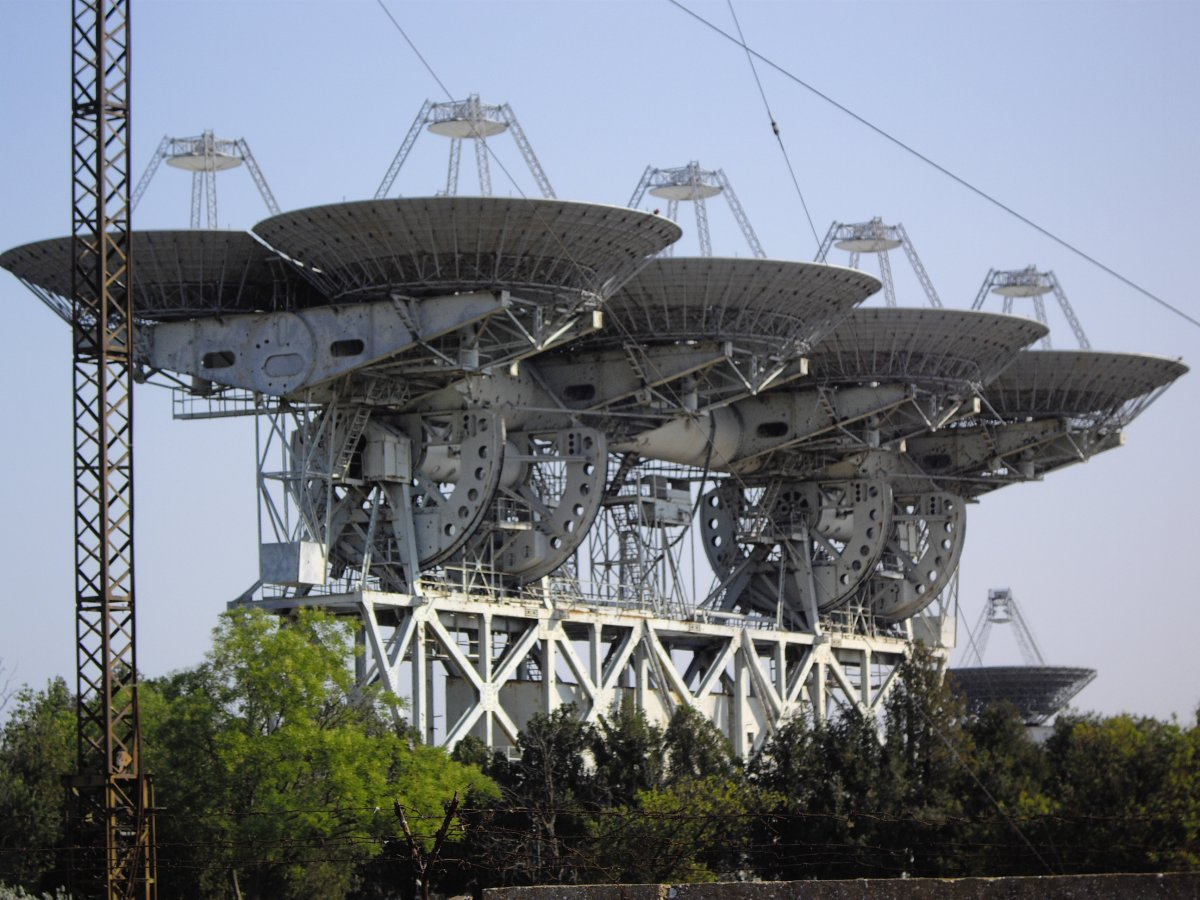
إحدى صفيفتي هوائيات الاستقبال في "المحطة الشمالية".

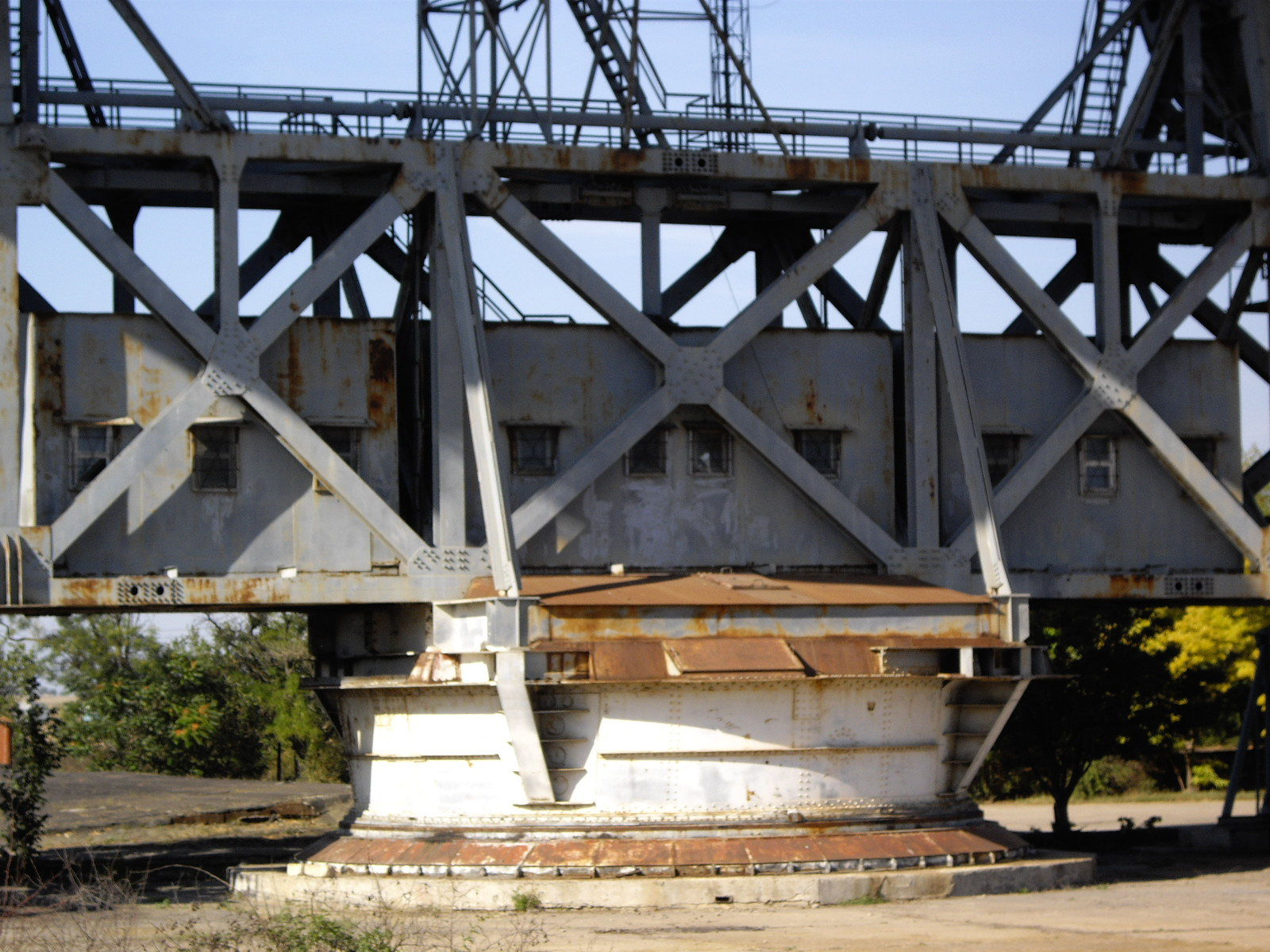
إطارات قابلة للتوجيه مبنية من أبراج مدفع البارجة ودعامات جسر السكك الحديدية.

بلوتون (التسمية في الثمانينات: بلوتون-م) هو نظام للاتصالات الفضائية العميقة والرادارات الكوكبية في شبه جزيرة القرم. وقد تم بناؤه في منطقة «مركز اتصالات الفضاء العميق في المركز الخامس والثمانين للتكنولوجيا الإشعاعية للاتصالات عن بعد مع الأجسام الفضائية»، (بالأوكرانية: 85 радіотехнічний центр телекомунікації з космічними об'єктами)، (بالروسية: 85 радиотехнический центр дальней связи с космическими объектами) بالقرب من إيفباتوريا في عام 1960، ويتكون على الأقل من ثلاث هوائيات. ثلاثة منها من طراز «أي دي يو-1000»، مجسم من ثمانية هوائيات عاكسة، كل منها يبلغ قطرها 16 متر. وفي المحطة الشمالية، تم بناء هوائين مستقبلين، وتم تشييد جهاز إرسال على بعد 8.5 كيلومترات في المحطة الجنوبية.
كل طبق استقبال لديه نظام عاكس كاسيغرين مثبت على حامل رباعي الأرجل أمام الصحون. الصحون تم لحمها على هيكل غواصتين ديزل، ووضعت على دعامات جسر السكك الحديدية. وأيضا، تم وضع هوائيات أي دي يو-1000 على أطر قابلة للتوجيه بنيت من أبراج مدفع سفينة حربية ودعامات جسر السكك الحديدية.
دعم مجمع بلوتون جميع البرامج الفضائية السوفياتية حتى عام 1978، عندما تم بناء المقراب الراديوي «يافباتوريا ار تي-70»، ثم أصبح بلوتون نظاما احتياطيا له. وكان هذا المجمع أعلى نظام للاتصالات الفضائية العميقة في العالم قبل غولدستون في عام 1966.
في عام 1961 أجرى واحدة من أول كشوفات لكوكب الزهرة بواسطة الرادار في العالم. في يونيو 1962 قام بأول كشف بواسطة الرادار في العالم لكوكب عطارد. وفي فبراير 1963 قام بكشف ناجح بواسطة للرادار لكوكب المريخ. في أيلول/سبتمبر - تشرين الأول/أكتوبر 1963 قام بكشف ناجح بواسطة الرادار لكوكب المشتري.
في التاسع عشر والرابع والعشرين من نوفمبر/تشرين الثاني 1962، تم إرسال عبارة «مير» و «لينين» و «الاتحاد السوفيتي» في اتجاه النجم «اتش دي131336» في كوكبة الميزان. وهذه الرسائل (رسالة مورس (1962)) هي أول بث إذاعي للحضارات خارج الفضاء في تاريخ البشرية.
كان عالم الفلك اللاسلكي البريطاني ومدير مرصد بنك جورديل، برنارد لوفيل أول شخص من الغرب يزور الموقع. وفي عام 2009، أخبر لوفيل صحيفة ديلي تلغراف أنه أصيب بمتلازمة الإشعاع الحادة بعد زيارة عام 1963، والتي كان يعتقد أنها محاولة متعمدة من قبل السلطات السوفييتية، التي كانت تعلم أن بنك جودريل جزء من نظام الإنذار المبكر البريطاني، لاغتياله.
في وقت ما من تاريخ 11 نوفمبر/تشرين الثاني 2013، تم تفكيك جهاز إرسال من الهوائيات الثلاثة.

## البعثات
كنظام اتصالات الفضاء العميق:
- فينيرا -1، -2، -3، -4، -5، -6.-7. -9، -10، -11، -12
- المريخ -2، -3، -4، -5، -6، -7
- 1995-2000: إنتربول-1[10]
- 16 نوفمبر 1996: مارس96.[11]

كرادار كوكبي:
- الثامن عشر والسادس والعشرون من أبريل 1961- التحديد الإشعاعي لكوكب الزهرة[12] ومع ذلك، فإن القيمة الأولية للوحدة الفلكية التي تم استنتاجها، ووقت دوران الكوكب، كانت غير صحيحة. تم تصحيح هذه في وقت لاحق لتتفق مع المجموعات الأخرى.
- يونيو 1962، بعد زيادة حساسية جهاز الاستقبال- أول موقع إشعاعي في العالم لكوكب عطارد.
- تشرين الأول/أكتوبر - تشرين الثاني/نوفمبر 1962- دراسة الرادار الثانية لكوكب الزهرة.
- فبراير 1963- التحديد الإشعاعي لكوكب المريخ.
- سبتمبر - أكتوبر 1963- التحديد الإشعاعي لكوكب المشتري.[13]

علم الفلك الراديوي:
- أبريل 1964- دراسة سديم السرطان
- 2004- دراسة الثقوب الاكليلية.

## روابط خارجية
- المركز الوطني لمراقبة واختبار المرافق الفضائية، يفباتوريا